# Дефис
Дефѝсът (съединителна чертица) (от немски Divis  – съединителен знак, знак за деление, през руски дефис, от латински divisio – деление, разделяне) е непунктуационен графичен знак, който е във вид на къса хоризонтална чертица и е без празно пространство от двете страни. Знакът се нарича също и малко тире, но не бива да се забравя, че поначало тирето е различен препинателен знак и се отделя с интервали (шпации) от двете страни.

## Дефисът в българскатапунктуация
Дефисът служи:
- за съединяване частите на някои видове сложни думи и словосъчетания при полуслято писане, напр. заместник-директор, министър-председател, ски-състезания, работническо-селски, гол-голеничък, що-годе;
- при пренасяне на части от думи на нов ред;
- при някои съкращения, напр. сел.-стоп. (селскостопански), чл.-кор. (член-кореспондент).
- при оформяне на двойни лични и фамилни имена, вкл. съчетанията от фамилно име и приложения от типа син, баща, младши, напр.: Мария-Антоанета, Ал. Дюма-син, Кенеди-младши;
- за свързване на частиците за сравнителна и превъзходна степен, напр. по-лош, най-лош;
- за отбелязване на изпуснатите еднакви втори части на свързани със съюз и сложни думи, напр. аудио-, видео- и битова техника;
- за свързване на буквената и цифровата част на сложни названия от типа Г-8, А-03
- за свързване на числото с останалата част от сложната дума, напр. 10-годишен, 3-мата, 100-процентов
- за свързване частите на съществителни, при които като подчинена основа е използвано название на буква или самата буква, която е изписана: алфа-стабилизатор, гама-лъчи, α-стабилизатор.

## Дефисът и компютрите
В някои набори от символи (кодировки) съществуват малко различаващи се знаци, имащи отношение към дефиса: обикновен дефис, неразкъсваем дефис, минус и др. Например в Уникод знаците са:
| Име на български   | Име в Уникод        | Шестнадесетичен код | Десетичен код | Изглежда |
| ------------------ | ------------------- | ------------------- | ------------- | -------- |
| дефис              | HYPHEN              | 2010                | 8208          | ‐        |
| неразкъсваем дефис | NON-BREAKING HYPHEN | 2011                | 8209          | ‑        |
| минус              | HYPHEN-MINUS        | 002D                | 45            | -        |